# Schwartauer Werke

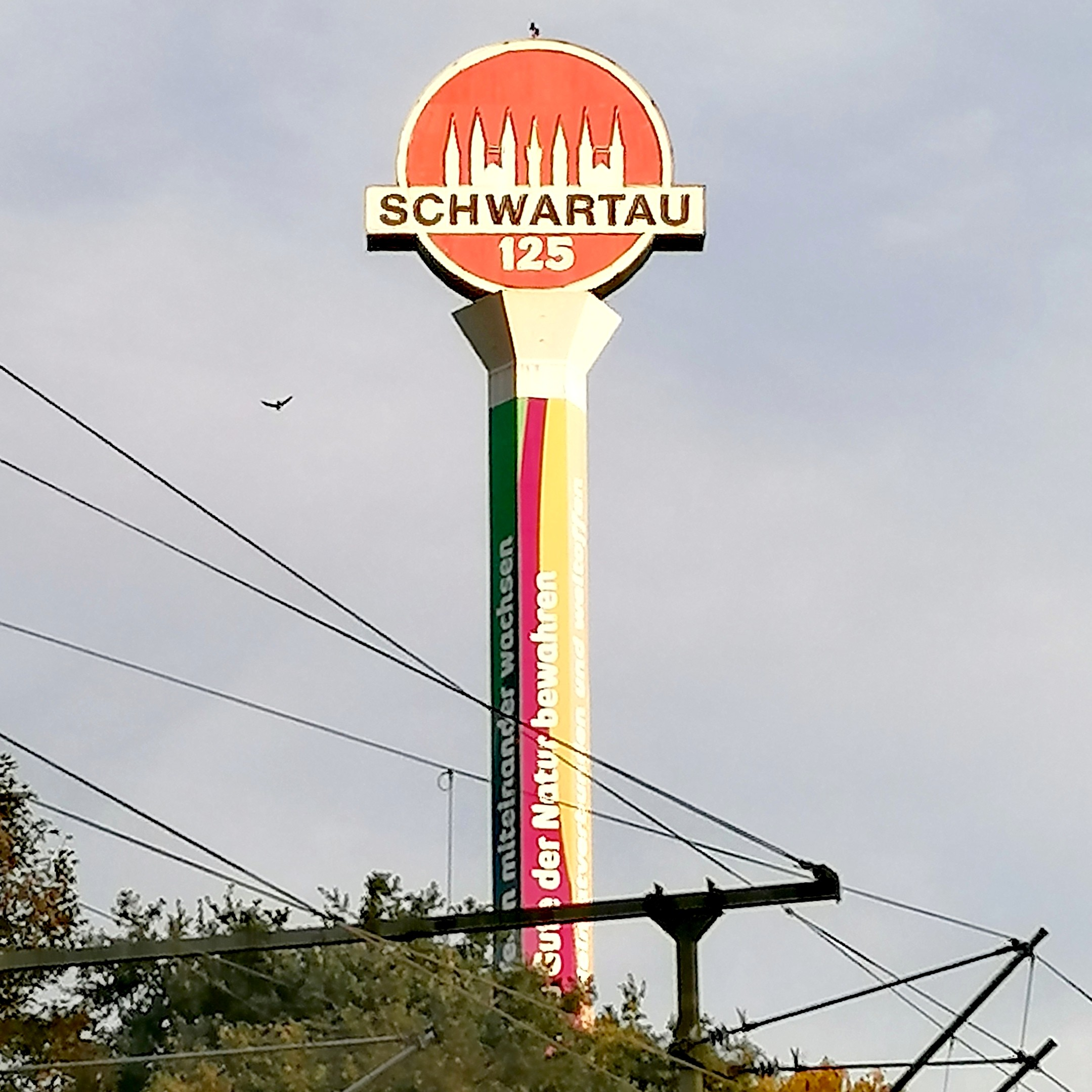
Reklamtorn för Schwartauer Werke längs motorvägen

Schwartauer, Schwartauer Werke GmbH & Co. KGaA. är ett tyskt livsmedelföretag i Bad Schwartau. Schwartau ingår i livsmedelskoncernen Dr. Oetker. Företaget tillverkar sylt och marmelad och liknande produkter och är marknadsledare i Tyskland.

## Historik
Företaget grundades 3 juli 1899 av bröderna Fromm. Företaget var från början ett kemiföretag som bland annat tillverkade bonvax. Från 1907 ställdes produktionen om och företaget övergick till att raffinera socker. Företaget växte genom diverse förvärv och tog sig namnet Schwartauer Werke AG 1927. Samtidigt lanserades företagets logotyp som föreställer de sju tornen i Lübeck. Bolaget bedrev under en tid även kurort-verksamhet men återgick till kärnverksamheten. 
Företaget är sedan flera generationer i familjen Oetkers ägo. 

## Större varumärken
- Schwartau Extra Konfitüre
- Corny Müsli
- Fruit2Day
- KnusBits
- PurPur
- Schoko mac
- Fruchtbombe
- Fruttissima